# PHW-Gruppe
Die Lohmann & Co. AG (PHW-Gruppe) ist das größte Unternehmen der Geflügelwirtschaft in Deutschland und das viertgrößte in Europa. Es ist damit eines der größten Unternehmen der deutschen Lebensmittelindustrie (Rang 10 unter den größten Lieferanten des deutschen Lebensmitteleinzelhandels; Stand 2016) und eines der bedeutendsten Unternehmen in Niedersachsen. Jährlich schlachtet die PHW-Gruppe 350 Mio. Hühner.
Bekannteste Marken sind Wiesenhof (Marktführer bei Geflügelfleisch in Deutschland) und Bruzzzler (Geflügelbratwurst). Verwaltungssitz der PHW-Gruppe ist in Visbek, Satzungssitz in Vaduz, Liechtenstein.
Der konsolidierte und bereinigte Gruppenumsatz liegt bei 4,033 Milliarden Euro (Geschäftsjahr 2022/2023), davon erzielt allein das Geschäftsfeld Wiesenhof einen Umsatz von rund 1,4 Milliarden Euro (Geschäftsjahr 2020/2021). Rund 10.500 Mitarbeiter sind bei der PHW-Gruppe beschäftigt.
Das Unternehmen ist wiederholt in die Kritik geraten, da es in Subunternehmen zu Tierquälerei gekommen sein soll. Außerdem wird dem Unternehmen vorgeworfen, osteuropäische Arbeiter zugunsten der Gewinnoptimierung auszunutzen und Raubbau an (Grund-)Wasservorräten zu betreiben.

## Geschichte

### 1932 bis zur Teilung
Im Jahr 1932 gründeten unabhängig voneinander Paul Wesjohann (1905–1989) in Rechterfeld einen kleinen Landhandel mit Brüterei und Heinz Lohmann (1901–1975) in Cuxhaven die Deutsche Fischmehlfabrik. Nach dem Zweiten Weltkrieg mussten beide ihre Betriebe neu aufbauen, Paul Wesjohann konzentrierte sein Geschäft dabei zunehmend auf die Geflügelzucht.
Die entscheidende Geschäftsidee für die Geflügelzucht kam aus den USA, wo der Geflügelzüchter Frederick S. Nichols seit 1943 durch systematische Kreuzungen Masthähnchen auf größtmöglichen, gleichmäßig hohen Fleischertrag hin gezüchtet hatte. Nichols' Hochleistungsküken erreichten in nur 54 Tagen ihr Schlachtgewicht von 1000 Gramm. Lohmann erwarb die Lizenz für Europa und ließ die ersten Zuchtstämme zum Aufbau eigener Elternherden aus den USA einfliegen. Auf dieser Grundlage konnte er 1956 mit „Goldhähnchen“ das erste deutsche Markenhähnchen in den Handel bringen. 1965 gründete er ein Geflügel-Kontor in Frankfurt am Main und baute die Marke „Wiesenhof“ auf.
1965 gründeten Lohmann und Wesjohann gemeinsam die Broilerbrüterei in Rechterfeld, die heutige Brüterei Weser-Ems GmbH & Co. KG (BWE). Schon im ersten Geschäftsjahr erreichte sie einen Umsatz von 20 Millionen Deutsche Mark. 1965 übernahmen die beiden Söhne von Paul Wesjohann, Paul-Heinz und Erich, dort Führungspositionen.
1966 gründete Lohmann seine zweite Brüterei im bayerischen Regenstauf. 1967 folgte die „Lohmann Tierernährung“, 1968 die „TAD Pharma“ (beide in Cuxhaven), die zum Lohmann-Konzern gehörten – mit der 1970 entstandenen Obergesellschaft „Lohmann & Co. AG“. Im gleichen Jahr bildete sich in Rechterfeld die Paul Wesjohann & Co. GmbH. 1972 beteiligte sich Wesjohann an Schlachtereien in Holte und Lohne und gründete in Rechterfeld den Mischfutterbetrieb MEGA. 1978 investierten beide in US-amerikanische Agrarunternehmen.
1982 gründete die Lohmann & Co. AG die „Allfein“ und entwickelte Convenience-Produkte, 1984 folgte die Nutrilo zur Produktion von Nahrungsergänzungsmitteln für die menschliche Ernährung.
Im April 1987 erwarben die Söhne Paul-Heinz und Erich Wesjohann die Anteilsmehrheit an der „Lohmann & Co. AG“. Es entstand die international agierende „Lohmann-Wesjohann-Gruppe“ mit 3400 Mitarbeitern und einem Gesamtumsatz von etwa 1,5 Milliarden DM. Die weitere Entwicklung war geprägt durch ein US-Engagement in der Impfstoffproduktion und die Übernahme mehrerer Betriebe in den neuen Bundesländern. 1995 führte PHW für die Marke „Wiesenhof“ als erster Hähnchenerzeuger in Deutschland eine Herkunftsgarantie ein. 1996 fusionierten „Lohmann Tierernährung“ (LTE) und „TAD-Veterinär“ zur „Lohmann Animal Health“ (LAH). 1997 gingen die Anteile der Firmengruppe vollständig in den Besitz der Familie Wesjohann über. Die Heinz-Lohmann-Stiftung wurde gegründet.
Paul-Heinz Wesjohann war von 1981 bis 2001 als Mitglied der CDU Abgeordneter des Kreistags des Landkreises Vechta, davon 15 Jahre als Fraktionsvorsitzender.

### Von der Teilung bis 2020
Ende 1998 wurde die „Lohmann-Wesjohann-Gruppe“ auf die Familien der beiden Brüder Paul-Heinz Wesjohann und Erich Wesjohann aufgeteilt, und die heutige PHW-Gruppe entstand (PHW = Initialen des Firmengründers Paul-Heinz Wesjohann).
Die aus der Trennung entstandene Erich Wesjohann Gruppe gehört nicht zur PHW-Gruppe, hat jedoch intensive geschäftliche Beziehungen mit ihr und nutzte bis 2015 ebenfalls die Marke „Wiesenhof“.
Die Lohmann SE und damit die Impfstoff- bzw. Futtermittelzusatzstoff-Hersteller Lohmann Animal Health GmbH in Cuxhaven und Lohmann Animal Health International in Winslow, Maine (USA) wurden 2014 an den amerikanischen Tierarzneimittelhersteller Elanco Animal Health verkauft.
Im August 2014 beantragte die PHW-Gruppe die wettbewerbsrechtliche Genehmigung für eine strategische Beteiligung an bzw. Übernahme der niederländischen Schlachterei Esbro. Esbro ist seit einem erweiternden Neubau 2013 in Doetinchem-Wehl eine der modernsten und mit einer Kapazität von bis zu 13.500 Schlachtungen pro Stunde bzw. 130.000 pro Tag, einer Jahresproduktion von 150.000 Tonnen Fleisch und einem Umsatz von 66 Mio. Euro (jeweils 2013) auch eine der größten Geflügelschlachtereien in den Niederlanden. 2015 erweiterte Esbro seine Kapazität auf täglich 235.000 Schlachtungen.
In der Nacht vom 16. auf den 17. Februar 2015 wurde der Schlachthof von Donautal Geflügelspezialitäten, Zweigniederlassung der Wiesenhof-Tochter Lohmann, im niederbayerischen Bogen-Hofweinzier, mit einer Kapazität von täglich 250.000 Geflügelschlachtungen einer der größten in Süddeutschland, durch einen Großbrand schwer beschädigt. Am 31. März 2016 kam es im wiederaufgebauten Betrieb zu ersten Probeschlachtungen. Im Laufe des Jahres 2016 soll die Zahl der geschlachteten Tiere wieder den vor dem Brand erzielten Wert erreichen. Vor dem Brand waren in Bogen ca. 800 Arbeitnehmer beschäftigt, von denen 534 zum Stammpersonal gehörten (ein im Vergleich zu den in der Branche üblichen Verhältnissen hoher Anteil). 240 Arbeitnehmer wurden im Laufe des Jahres 2015 entlassen.

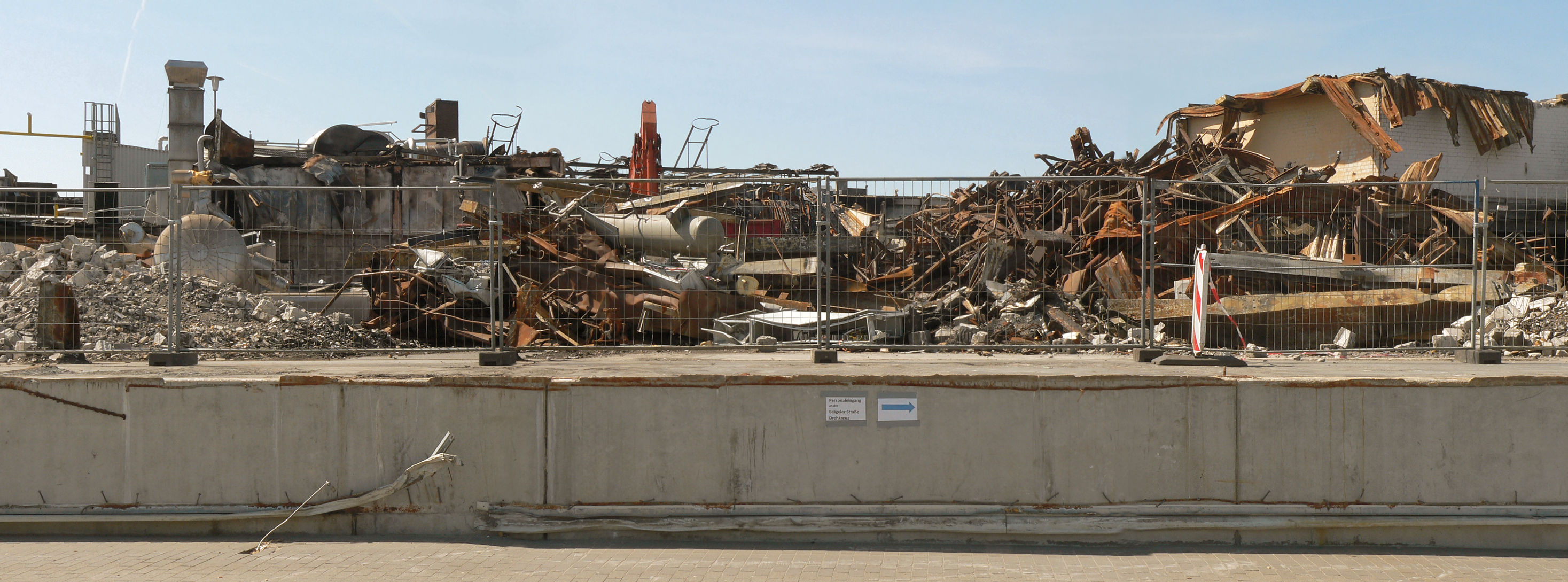
Nach dem Brand auf dem Betriebsgelände der Schlachterei Oldenburger Geflügelspezialitäten in Lohne, 2016

Anfang 2016 erhielt die zu Wiesenhof gehörende Schlachterei Oldenburger Geflügelspezialitäten im niedersächsischen Lohne die Erlaubnis, ihre Kapazität von 320.000 auf über 430.000 Schlachtungen pro Tag zu erhöhen. Am 28. März 2016 zerstörte ein durch ein defektes Kälteaggregat ausgelöster Großbrand mindestens zwei Hallen in diesem Werk, es entstand ein Schaden in Höhe von bis zu 300 Millionen Euro. Bis zur vollständigen Betriebsaufnahme wurde eine Dauer von ein bis eineinhalb Jahren angenommen. Als Reaktion auf den Brand kündigte das Unternehmen an, einen Teil der rund 1200 Beschäftigten in Lohne nicht weiterbeschäftigen zu können. Bereits im April 2016 nahmen die Beschäftigten in den nicht von dem Brand betroffenen Abteilungen Zerlegung und Verpackung ihre Arbeit wieder auf. Unklar ist, wie viele Arbeitskräfte ihre Tätigkeit für die Oldenburger Geflügelspezialitäten GmbH wieder aufgenommen haben.
2016 übernahm die PHW-Gruppe die Unternehmensgruppe Wichmann Enten, den bis dahin neben der PHW-Gruppe größten deutschen Entenfleisch-Produzenten. Inzwischen ist die Wichmann Holding zu 100 % im Besitz der PHW-Gruppe.
2019 wurde der Satzungssitz des Unternehmens nach Vaduz in Liechtenstein verlegt; der Verwaltungssitz verblieb in Visbek.

### COVID-19-Ausbrüche 2020
Während der COVID-19-Pandemie in Deutschland im Jahr 2020 kam es zu je einem Krankheits-Ausbruch bei Geestland in Wildeshausen und bei Wiesenhof in Lohne (Oldenburg).
Am 23. Juni 2020 wurden 35 von 1100 Mitarbeiten in der Putenschlachterei Geestland in Wildeshausen positiv auf SARS-CoV-2, den Auslöser von COVID-19 getestet. Dieser Ausbruch führte dazu, dass das Robert Koch-Institut in seinen Tagesberichten den Landkreis Oldenburg am 27. Juni 2020 unter den ersten fünf Landkreisen und kreisfreien Städten in Deutschland aufführte, in denen die Quote von Neuinfizierten mit SARS-CoV-2 während der letzten 7 Tage auf 100.000 Einwohner (7-Tage-Inzidenz) am höchsten lag. Am selben Tag kündigte die Geschäftsführung der PHW-Gruppe an, sie wolle alle Werkvertragsarbeiter in ein festes Arbeitsverhältnis übernehmen.
Nach einem COVID-19-Ausbruch bei Wiesenhof in Lohne meldete der Landkreis Vechta am 27. Juli 2020, dass sich bis zu diesem Zeitpunkt 66 Beschäftigte in dem Betrieb mit SARS-CoV-2 infiziert haben. Durch den Ausbruch bei Wiesenhof Lohne stieg die 7-Tage-Inzidenz auf 41,13 Neuinfektionen auf 100.000 Einwohner des Landkreises.
Am 20. Juli 2020 meldete das RKI in Deutschland keinen Landkreis und keine kreisfreie Stadt in Deutschland mit einer höheren 7-Tage-Inzidenz. Ein Überschreiten der Quote von 50 Neuinfizierten auf 100.000 Einwohner hätte dazu geführt, dass der Landkreis Vechta vom Robert Koch-Institut zum Risikogebiet erklärt worden wäre. Die gravierendste Folge wären Beherbergungsverbote bzw. -einschränkungen für die Bewohner des Landkreises Vechta in einigen Ländern Deutschlands gewesen. Sie hätten z. B. einen etwaigen Plan, an der deutschen Ostseeküste Urlaub zu machen, aufgeben müssen.

## Struktur
Die PHW-Gruppe setzt sich aus zwei Mutterunternehmen zusammen: Die Erste Paul-Heinz Wesjohann GmbH & Co. Kommanditgesellschaft (Erste PHW KG) mit 2.233 Mio. Euro Umsatzerlös und die Zweite Paul-Heinz Wesjohann GmbH & Co. Kommanditgesellschaft (Zweite PHW KG) mit 586 Mio. Euro Umsatzerlös im Geschäftsjahr 2020/2021, beide mit Sitz in Rechterfeld.
Des Weiteren bestehen mehrere Teilkonzerne, unter anderem die Lohmann & Co. AG mit Sitz in Vaduz, die wiederum mit einem Mehrheitsanteil von 62,95 % der Erste PHW KG gehört und für den öffentlichen Auftritt der Gruppe genutzt wird.
Das Kerngeschäftsfeld der PHW-Gruppe ist Geflügelfleischproduktion unter der Marke Wiesenhof. Darüber hinaus sind die Geschäftsbereiche wie folgt gegliedert:
- Geflügelspezialitäten mit 1.510,0 Mio. Euro (Erste PHW KG) bzw. 502,6 Mio. Euro (Zweite PHW KG) Umsatzerlös im Geschäftsjahr 2020/2021.
- Aufzucht/Vermehrung mit 163,1 Mio. Euro (Erste PHW KG) Umsatzerlös im Geschäftsjahr 2020/2021
- Tierernährung/Tiergesundheit mit 483,4 Mio. Euro (Erste PHW KG) bzw. 12,6 Mio. Euro (Zweite PHW KG) Umsatzerlös im Geschäftsjahr 2020/2021
- Lebensmitteltechnologie / Sonstiges mit 65,6 Mio. Euro (Erste PHW KG) bzw. 17,1 Mio. Euro (Zweite PHW KG) Umsatzerlös im Geschäftsjahr 2020/2021
- Alternative Proteine mit 10,4 Mio. Euro (Erste PHW KG) bzw. 6,4 Mio. Euro (Zweite PHW KG) Umsatzerlös im Geschäftsjahr 2020/2021

Die PHW-Gruppe weist eine starke vertikale Integration auf und vereint große Teile der Wertschöpfungskette der Geflügelproduktion. Dazu zählen Brütereien, die Mast, die Produktion von Futtermitteln und Tiermedizin, Logistik, die Schlachtung und Zerlegung von Geflügel sowie Verarbeitung und Vermarktung von Geflügelfleisch. Dabei werden vor allem Hühner verarbeitet, dazu kommen Puten und Enten.

### Elterntierhaltung, Brütereien und Aufzucht
Zur PHW-Gruppe gehört die Elterntierhaltung in eigenen Elterntierbetrieben, das Ausbrüten von Eiern in eigenen Brütereien sowie die Aufzucht von Küken. Die PHW-Gruppe betreibt fünf Brütereien:
- BWE-Brüterei Weser-Ems GmbH in Rechterfeld
- Brüterei Süd in Regenstauf, Zweigniederlassung der BWE-Brüterei Weser-Ems GmbH
- Geflügelhof Möckern in Möckern, Teil der Anhaltinische Geflügelspezialitäten GmbH
- Enten-Brüterei DUCK-TEC Brüterei GmbH in Bad Belzig
- Puten-Brüterei Mastputen Brüterei Ahlhorn GmbH in Ahlhorn, an der die PHW-Gruppe über die Lohmann & Co. AG mit 50 % beteiligt ist[36]

Dabei kommen bei der Hähnchenproduktion vor allem Hybridhühner der beiden Zuchtrassen Ross und Cobb zum Einsatz. Lieferant der Zuchtrasse Ross ist das Unternehmen Aviagen der Erich Wesjohann Gruppe. Die Zuchtrasse Cobb stammt von Cobb Germany, einem Tochterunternehmen der WIMEX-Gruppe, an der die PHW-Gruppe eine Beteiligung von knapp unter 50 % besitzt.
In der Entenproduktion kommen Pekingenten zum Einsatz.

### Mast
Die PHW-Gruppe betreibt eigene Mastbetriebe und unterhält Geschäftsbeziehungen mit Vertrags-Mastbetrieben, denen die PHW-Gruppe Küken aus den eigenen Brütereien sowie Futtermittel stellt und konkrete Vorgaben zur Mast macht.
Die eigenen Mastbetriebe werden unter anderem durch die Tochterunternehmen Geflügelmastgesellschaft mbH Rottersdorf (Regenstauf), Jungmastgeflügelerzeuger GmbH (Rechterfeld) und FMR Farmservice GmbH (Visbek) und Duck-Tec Brüterei GmbH betrieben.

### Futtermittelproduktion

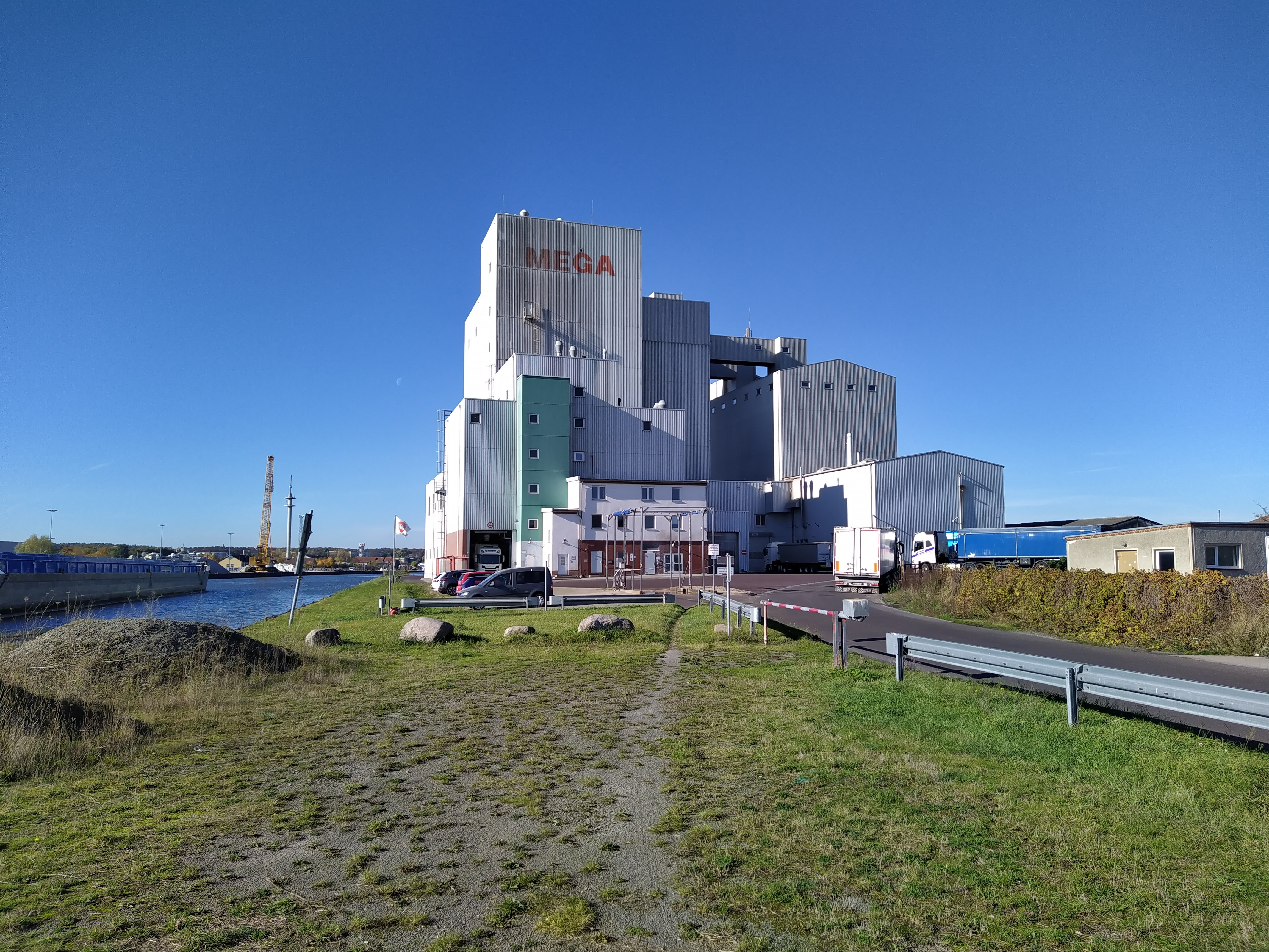
Standort der MEGA Tierernährung GmbH in Haldensleben

Die PHW-Gruppe ist mit dem Tochterunternehmen MEGA Tierernährung GmbH auch in Mischfutterproduktion für Geflügel tätig. Das Tochterunternehmen ist eines der größten Mischfutterproduzenten Deutschlands. Sitz des Unternehmens ist Rechterfeld, Produktionsstandorte befinden sich in Rechterfeld, Cloppenburg, Straubing, Eberswalde und Haldensleben.
Des Weiteren produziert die PHW-Gruppe mit dem Tochterunternehmen Fischmehlwerke Unterelbe GmbH (Cuxhaven) Fischmehl unter anderem als Geflügelfutter.

### Schlachtung und Verarbeitung
Folgende Schlachthöfe gehören zur PHW-Gruppe:
- Oldenburger Geflügelspezialitäten GmbH & Co. KG in Lohne
- Märkische Geflügelhof Spezialitäten GmbH in Niederlehme
- Anhaltinische Geflügelspezialitäten GmbH in Möckern
- Donautal Geflügelspezialitäten in Bogen
- Geestland Putenspezialitäten GmbH & Co. KG in Wildeshausen, Puten. An diesem Schlachthof ist auch die Mastputen Brüterei Ahlhorn GmbH beteiligt.[50]
- Fläminger Entenspezialitäten GmbH & Co. KG in Grimme, Enten.
- Wichmann Entenspezialitäten GmbH in Wachenroth, Enten

Der Schlachthof in Wietzen-Holte (Heidegold Geflügelspezialitäten GmbH & Co. KG) wurde 2019 geschlossen.
Des Weiteren betreibt die PHW eine Reihe von Fleischverarbeitungsbetrieben, unter anderem:
- Wiesenhof Geflügelwurst GmbH & Co. KG in Rietberg
- Allfein Feinkost GmbH & Co. KG unter anderem in Lohne, Laage, Dannenberg und Zerbst
- Frischland Premium Spezialitäten GmbH & Co. KG in Bogen und Freystadt
- Truthahn Geflügelspezialitäten Kluge GmbH & Co. KG in Freystadt

Mit dem Tochterunternehmen PetCom Tierernährung GmbH & Co. KG (Minden) produziert die PHW-Gruppe auch Heimtierfutter aus Geflügelfleisch.

### Tierkörperverwertung
Zur Verwertung von Tierkörpern von in der Mast vorzeitig verendeten Tieren sowie von Schlachtabfällen betreibt die PHW-Gruppe Tierkörperverwertungsanlagen. Das Tochterunternehmen GePro Geflügel-Protein Vertriebsgesellschaft mbH & Co. KG (Diepholz) verwertet diese unter anderem zu Futtermitteln für Aquakultur und Schweine, Heimtierfutter, Biodiesel und Düngemitteln.

### Logistik
Für die Logistik entlang der Produktionskette besitzt die PHW-Gruppe mehrere Tochterunternehmen: die BSG Logistik & Service GmbH (Lohne), die Spedition Knorr GmbH (Visbek) sowie die Hähnchentransport GmbH (Zerbst).

### Vertrieb
Die PHW-Gruppe vertreibt sowohl frisches Geflügelfleisch als auch verarbeitete und tiefgefrorene Produkte. Neben eigenen Marken wie Wiesenhof und Donautal Premium Geflügel produziert die PHW-Gruppe auch für Eigenmarken von Handelspartnern. Dazu zählen Lidl, Aldi Süd und Nord, Edeka, Rewe, Globus, HIT, Nah und Gut, Marktkauf sowie Kaufland.
Den Vertrieb organisiert die PHW-Gruppe über mehrere Tochterunternehmen, darunter:
- Wiesenhof Geflügelkontor GmbH in Rechterfeld
- Gastro Mobilrestaurant GmbH in Rechterfeld
- GEKA frisch + frost Handels GmbH & Co. KG, Rechterfeld
- Poultry Capital International GmbH, Rechterfeld
- LDZ Global-Food GmbH & Co. KG in Lohne

Die PHW-Gruppe exportiert ihre Produkte auch international, unter anderem nach Osteuropa, Russland und China. Für diesen Außendienst betreibt die PHW-Gruppe Vertriebsrepräsentanzen unter anderem in Rumänien und Russland.

### Pharma

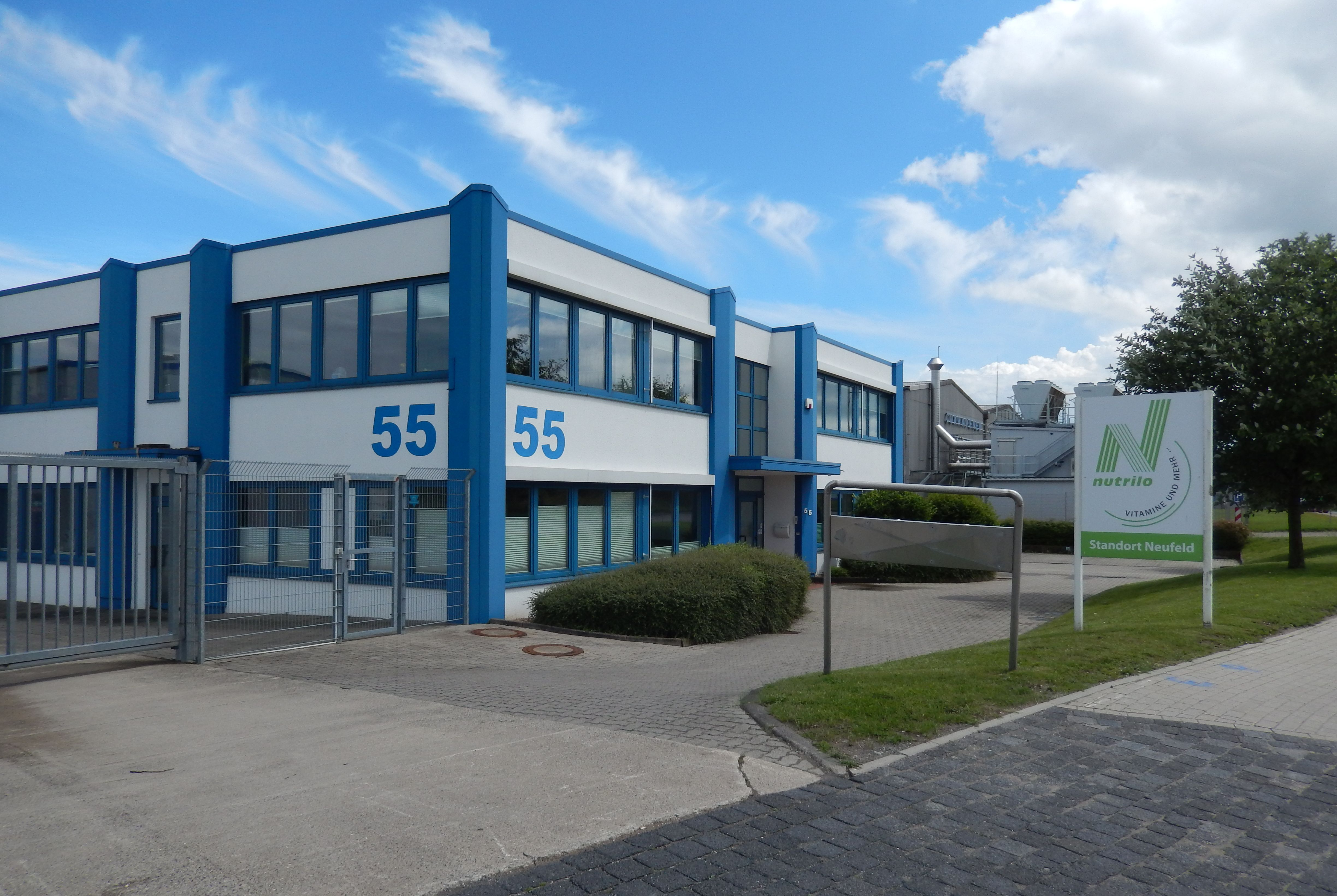
Bürogebäude der Nutrilo GmbH in Cuxhaven

Das Tochterunternehmen Lohmann Pharma Herstellung GmbH (Cuxhaven) produziert Humanarzneimittel sowie Tierarzneimittel, unter anderem Antibiotika.
Das Tochterunternehmen Nutrilo GmbH (Cuxhaven) produziert Nahrungsergänzungsmittel unter anderem für die Marken Ratiopharm, Stada, CeVita, und Medicom. Die Produkte werden auch bei Aldi und Rossmann vertrieben.

### Alternative Proteine
Die PHW-Gruppe produziert und vertreibt mit dem Tochterunternehmen Green Meadows GmbH (Visbek) auch Fleischalternativen unter der Marke Green Legend. Laut Angaben des Unternehmens geht es bei der Zielgruppe weniger um Vegetarier und Veganer als vielmehr um die Gruppe der Flexitarier. Der Konzern übernahm Anfang 2018 den Vertrieb in Deutschland für Beyond Meat.

### Tochterunternehmen im Ausland
Die PHW-Gruppe verfügt über Mehrheitsanteile an folgenden ausländischen Unternehmen:
- Bulgarien: Unternehmensgruppe AMETA Holding EAD (Razgrad), größtes Geflügelfleischunternehmen des Landes[70]
- Niederlande: Unternehmensgruppe Groenlandgroup B.V. (HZ Wehl) mit Schlachthof Esbro und weiteren Betrieben in Oudewater, Bodegraven, Nijkerkerveen und Bergambacht
- Polen: Drobimex Sp. z.o.o. (Stettin), eines der größten Hühnerfleischunternehmen des Landes, sowie Bomadek Sp. z o.o. (Trzebiechów), eines der größten Putenfleischunternehmen[71][72]
- Belgien: Verpoul BVBA

### Sonstiges
Die Heinz Lohmann Stiftung Gemeinnützige Gesellschaft zur Förderung der Forschung über die Zukunft der Ernährung und des Ernährungsverhaltens mbH mit Sitz in Rechterfeld ist ein Tochterunternehmen der PHW-Gruppe.

## Marketing

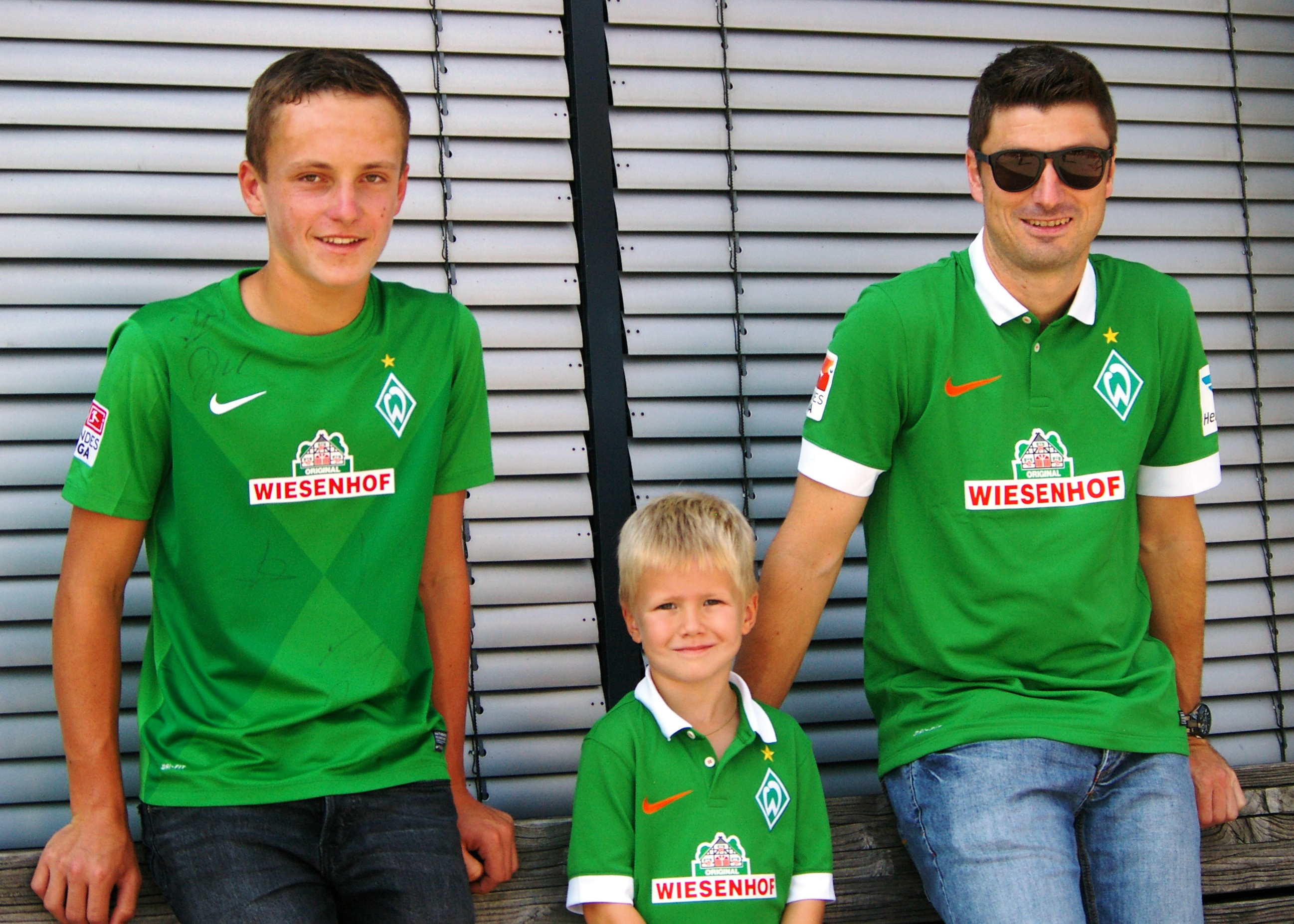
Trikots von Werder Bremen mit Wiesenhof-Logo

Bis Ende des Jahres 2007 betrieb die PHW-Gruppe Sponsoring im Profi-Radsport; so wurde das „Team Wiesenhof“ und später das „Team Wiesenhof-Felt“ (zuvor bis Ende 2006 unter dem Namen „Team Wiesenhof-Akud“) unterstützt.
Von 2012 bis 2023 war Wiesenhof Haupt- und Trikotsponsor des Sportvereins Werder Bremen. Beim Vertragsabschluss 2012 soll eine Sponsoringsumme von fünf bis acht Millionen Euro pro Saison vereinbart worden sein. Bei Fans von Werder Bremen löste die Auswahl des Sponsors starke Kritik aus. In sozialen Medien sprachen sich mehrere tausend Fans mit Parolen wie „Kein Blut auf Werder-Trikots“ gegen das Sponsoring aus, am Hauptbahnhof fand eine Demonstration statt. Ebenfalls aus Protest an dem Sponsoring legte Jürgen Trittin, zu dem Zeitpunkt Fraktionsvorsitzender von Bündnis 90/Die Grünen im Deutschen Bundestag, sein Amt als Botschafter für Werder Bremen nieder.
Die PHW-Gruppe zog sich zum Ende der Saison 2022/23 als Hauptsponsor von Werder Bremen zurück.

## Kontroversen

### Export von Schlachtabfällen
Im Februar 2007 warf die Verbraucherschutzorganisation Foodwatch der PHW-Gruppe (sowie der Vion N.V. und weiteren Unternehmen) vor, illegal Tiermehl aus Schlachtabfällen der Risikokategorie III in Nicht-EU-Staaten wie Vietnam exportiert zu haben, obwohl (außer mit Thailand und Israel) mit diesen Ländern kein dazu ausdrücklich vorgeschriebenes bilaterales Abkommen über die Einhaltung der EU-Vorschriften zum Schutz vor dem Einbringen der Abfälle in die menschliche Nahrungskette besteht. In den Exportstaaten sei aber – angeblich mit Wissen der abwickelnden PHW-Tochterfirma GePro – genau dies passiert, nämlich die Abfälle nicht nur zu Tierfutter verarbeitet, sondern auch an landwirtschaftliche Nutztiere verfüttert worden. Im Jahr 2005 seien von GePro mindestens 3600 Tonnen Kategorie-III-Material in Nicht-EU-Staaten geliefert worden, auch nach Vietnam. Nach Angaben von Foodwatch habe GePro den Export von Kategorie-III-Tiermehl auf Nachfrage ausdrücklich bestätigt. Foodwatch hat daher Strafanzeige gegen den Geschäftsführer der GePro und die damalige Amtsleiterin beim Landkreis Diepholz erstattet. Die aufgrund der Strafanzeige eingeleiteten Ermittlungsverfahren wurden im Dezember 2007 von der Staatsanwaltschaft Oldenburg mangels hinreichenden Tatverdachts eingestellt.
GePro verweist in einer Stellungnahme darauf, alle beanstandeten Exporte seien behördlich genehmigt gewesen und nur an geprüfte Tierfutterhersteller gegangen. Die Behörden hätten GePro erst am 20. Dezember 2006 über Ausfuhrverbote informiert, die Exporte in diese Länder seien daraufhin gestoppt worden. Auch seien die von der GePro exportierten Produkte nicht nur von der PHW-Gruppe, sondern von allen namhaften deutschen Geflügelfleischproduzenten gekommen.

### Arbeitsbedingungen und Gehälter
Im Juli 2007 berichtete das ZDF-Magazin Frontal21 über sehr schlechte Arbeitsbedingungen und Löhne polnischer Gastarbeiter, die bei Wiesenhof nur 3,50 Euro pro Stunde verdient haben sollen. Die PHW-Gruppe verwies in einer Stellungnahme darauf, dass alle Beschäftigungsverhältnisse ordnungsgemäß und regelmäßig von den verantwortlichen Behörden ohne Beanstandung geprüft werden und dass entgegen den Aussagen des Berichts die Bruttolöhne für die angesprochenen Arbeiter zwischen fünf und sechs Euro lägen; hinzu käme noch freie Logis, was im Beitrag vorenthalten worden war. Aufgrund von Ermittlungen des Zolls im Jahr 2010 erhob die Staatsanwaltschaft Oldenburg im Jahr 2012 Anklage gegen den Geschäftsführer des PHW-Unternehmens Geestland Putenspezialitäten und den eines Subunternehmens wegen des Verdachts illegaler Arbeitnehmerüberlassung. Die Ermittlungen trugen zum Rücktritt der damaligen niedersächsischen Landwirtschaftsministerin Astrid Grotelüschen im Dezember 2010 bei. Im Oktober 2017 wurden die Angeklagten freigesprochen, da die Taten verjährt waren und das Gericht keinen „groben Eigennutz“ erkennen konnte. Die Unternehmen mussten jedoch die zu Unrecht gewonnenen rund 10 Millionen beziehungsweise 70.000 Euro zurückzahlen. Vorwürfe wurden ebenfalls in der im August 2011 ausgestrahlten ARD-exclusiv Reportage „Das System Wiesenhof“ erhoben. Hier wurde anhand eines Betriebes jedoch deutlich gezeigt, dass Kost und Logis nicht frei waren – für einen einfachen Schlafplatz in einem Vierbettzimmer einer alten Kaserne musste ein Arbeiter 4 Euro pro Tag bezahlen. Andere Mitarbeiter bestätigten dies und sprachen von einer Monatsmiete von 120 bis sogar 150 € bei einer Vergütung von 5,50 € pro Stunde.
Im Juni 2013 flog ein komplexes Geflecht an schnell wechselnden Werkvertragsnehmern und Zeitarbeitsfirmen im Umfeld des PHW-Unternehmens Geestland Putenspezialitäten in Wildeshausen auf, das Spätaussiedler sowie ausländische Arbeitskräfte aus Rumänien, Bulgarien und Vietnam zu sehr ungünstigen Konditionen (Dreimonatsverträge, € 0,23 Lohn pro Kilo zerlegter Pute) beschäftigte. Auswärtige Arbeiter wurden in Massenunterkünften (bis zu 15 Betten pro Zimmer) einquartiert. Unerwünschte Mitwisser wurden offenbar massiv eingeschüchtert.

### Tierschutzverletzungen

#### Hühnerhaltung
Im Januar 2010 wurden durch das ARD-Politmagazin Report Mainz schwere Tierschutzverletzungen (Haltungsbedingungen, Tötungsmethode) in einem niedersächsischen Hühnerzuchtbetrieb aufgedeckt. Wiesenhof entschuldigte sich für das Fehlverhalten der Mitarbeiter und der Fremdfirmen und trennte sich von den verantwortlichen Mitarbeitern und Fremdfirmen. Anschließende Sonderprüfungen der staatlichen Veterinärämter im betroffenen Betrieb und weiteren Einrichtungen ergaben keine Beanstandungen. In einem Vergleich haben sich Wiesenhof und PETA geeinigt, dass PETA nicht mehr äußert: „Hinter der Wiesenhof-Kulisse herrschen extrem tierquälerische Zustände, die keine Ausnahme, sondern die Regel seien.“ Diese Vorwürfe konnten durch die ARD-Reportage „Das System Wiesenhof: Wie ein Geflügelkonzern Tiere, Menschen und die Umwelt ausbeutet“ erneut bekräftigt werden. Dort konnten Aufnahmen, die nachweisbar in einem PHW-Betrieb von Tierschützern aufgenommen wurden, die Vorwürfe bestätigen. PHW-Firmengründer Paul-Heinz Wesjohann wies diese Fakten in einem Interview allerdings zurück und verwies auf die Subunternehmer, in deren Arbeitsabläufe PHW keinerlei rechtliche Eingriffsmöglichkeiten habe. Zudem habe er keine Kenntnis von solchen Vorgängen und könne nicht erkennen, ob die ihm gezeigten Aufnahmen vom besagten Stall – einen PHW-Betrieb in Köthen/Möckern – kämen. Außerdem fühlen sich nach Wesjohanns Aussage zufolge den Aufnahmen nach zu urteilen die Tiere wohl, was für ihn artgerechte Produktion bedeute. Auf dem Videoausschnitt war sowohl die Haltung der Tiere, als auch, dass es sich um einen Wiesenhof-Betrieb handelte, eindeutig zu erkennen.
Im September 2013 wurden Strafanzeigen von Tierschützern der Organisation Soko Tierschutz gegen zwei Wiesenhof-Mastbetriebe im Landkreis Altötting sowie gegen eine Wiesenhof-Brüterei im oberpfälzischen Regenstauf gestellt.
Der Brüterei in Regenstauf wird nach Recherchen in deren Anlagen vorgeworfen, dass dort Hühner einer völlig überzüchteten Rasse gehalten werden. In einem Zeitungsbericht der Süddeutschen Zeitung heißt es am 11. September 2013: „Die Tiere haben ein so abnormes Wachstum, dass sie Schmerzen haben, massiv leiden und kaum laufen können. Die Beine vieler Hühner seien so verkrüppelt, dass sie nicht in der Lage seien, Wasser und Futter zu erreichen.“
Bei der Anzeige bezieht sich die Organisation Soko Tierschutz auf den §11b des Tierschutzgesetzes, wonach es verboten ist, Wirbeltiere zu züchten, wenn damit gerechnet werden muss, dass bei den Nachkommen mit Leiden verbundene erblich bedingte Verhaltensstörungen auftreten.
Den beiden Mastbetrieben im Landkreis Altötting werden ebenfalls schwere Verstöße gegen das Tierschutzgesetz vorgeworfen. In den letzten Tagen vor der Schlachtung wären die Hühner in diesen Mastbetrieben kaum in der Lage, sich schmerzlos zu bewegen. Das ist durch Aufnahmen der Soko Tierschutz bewiesen. Die Tiere setzen sich nach wenigen Schritten wieder hin, da sie körperlich nicht mehr imstande sind, sich auf den Beinen zu halten. Dieses alarmierende Verhalten wird von den Mästern ignoriert, die Tiere erhalten zudem keine medizinische Hilfe.

#### Tierquälerei
Stern TV berichtete Anfang September 2013, bei einem Wiesenhof-Lieferanten in Bayern würden schwächliche Tiere lebend in den Müll geworfen. Die Vorwürfe stützten sich auf Filmaufnahmen der Tierschutzorganisation Soko Tierschutz, die unter anderem zeigten, wie kranke Tiere im Stall liegen, der Hofinhaber ein flatterndes Tier in den Müllcontainer schleudert oder wie eine Hof-Mitarbeiterin versucht, ein zappelndes Tier an einem Eimer totzuschlagen. Der Mastbetrieb fasse 80.000 Tiere, beliefere vor allem die PHW-Gruppe und sei bereits mehrfach auffällig geworden.

### Verletzung von Hygienevorschriften in Möckern
Auf einem Geflügelschlachthof der Wiesenhof-Gruppe bei Möckern wurden im April 2011 laut einem Bericht des Nachrichtenmagazins stern angebliche hygienische Mängel aufgedeckt. Auch gab es mehrfach Exportsperren für das Geflügel laut Stern. An den Wänden und Decken wurde durchgängiger Schwarzschimmelbefall entdeckt. Die zuständige Veterinäraufsicht konnte eine einwandfreie und hygienische Schlachtung nicht garantieren, zudem war von einer Kontamination der Schlachtkörper mit Magen-Darm-Inhalt die Rede. Weiterhin gab es Verstöße bei der Kühlung der Schlachtkörper; auch eine Überschreitung der zulässigen Schlachtmenge wurde kritisiert. Das Unternehmen wies die Vorwürfe entschieden zurück. Auch an dieser Stelle erhob die ARD-exclusiv-Reportage „Das System Wiesenhof“ vom 31. August 2011 schwere Vorwürfe, die allerdings nur indirekt bewiesen werden konnten. Jedoch konnten die dort gezeigten Fakten darauf schließen lassen, dass auch kranke oder verkümmerte Tiere in den Schlachtprozess gelangen, da die Kontrolleure (Fleischbeschauer) mit ca. 0,8 Sekunden pro Tier nicht genug Zeit hätten, um eine wirkliche Kontrolle wahrnehmen zu können. Dies liegt an der zu hohen Bandgeschwindigkeit, mit der die Tiere weitertransportiert würden, und an der Unterbesetzung mit Fleischbeschauern, die zudem im Dauereinsatz eines ganzen Tages ihre Kontrollfunktion mit höchster Konzentration nicht einhalten können.
Nach übereinstimmenden Berichten mehrerer ehemaliger Angestellter der Schlachtanlage in Möckern sollen dort immer wieder große Mengen Fleisch, bedingt durch die hohe Produktionsgeschwindigkeit, auf den Boden gefallen und trotzdem anschließend weiterverarbeitet worden sein. So sollen die Mitarbeiter an manchen Tagen „bis zu den Waden in Hühnern gestanden“ haben.
Nach mehrmaligen Beanstandungen der Behörden wurde der Schlachthof Möckern am 5. März 2012 vorläufig geschlossen, ging jedoch am 7. März wieder in Betrieb.

### Überbeanspruchung von Wasservorräten
Der PHW-Gruppe wird vorgeworfen, Raubbau an den Grundwasservorräten im Nahbereich ihrer Produktionsstätten zu betreiben. So seien seit 1951 die Grundwasserpegel im Osten von Lohne um mehrere Meter gesunken.
Der Wasserstand in einem Fischteich im Lohner Stadtteil Brägel ist seit Anfang der 1980er Jahre um 1,88 m gefallen.
Im Jahr 2011 regte sich in Lohne Widerstand.
Eine Klage der PHW-Gruppe, das Wegerecht zur Überquerung fremder Grundstücke zu erzwingen, um neue Wasservorkommen zu erschließen, wurde vom Amtsgericht Vechta zurückgewiesen.
Im August 2012 reichte der Naturschutzbund Deutschland im Landkreis Vechta eine Klage gegen den Landkreis Vechta wegen der Genehmigung neuer Grundwasser-Förderkapazitäten für die PHW-Gruppe ein, die im März 2014 vom Verwaltungsgericht Oldenburg zurückgewiesen wurde.
Im Jahr 2010 gab es eine Vielzahl von Einwendungen gegen den Antrag des Oldenburgisch-Ostfriesischen Wasserverbands (OOWV), die Fördermenge des Wasserwerks Wildeshausen von 4,5 Millionen auf 5,5 Millionen m³ jährlich erhöhen zu dürfen. Einer der Hauptgründe für die Erhöhung der Fördermenge war die Ansiedlung der Putenschlachterei Geestland, einer Firma der PHW-Gruppe, in Wildeshausen. Allein Geestland, so der OOWV, benötige pro Jahr 300.000 m³ Frischwasser. Im Süden des Einzugsgebiets des OOWV kam es zu umfangreichen Umstrukturierungen. So wurden Lieferungen des Wasserwerks Wildeshausen nach Bremen im Jahr 2014 um 1,46 Millionen m³ reduziert.

### Verdacht auf Subventionsbetrug
Ende April 2010 gab es im Rahmen staatsanwaltschaftlicher Ermittlungen Razzien in dem Schlachthof in Möckern und der Wiesenhof-Zentrale im niedersächsischen Visbek sowie bei den zuständigen Aufsichtsbehörden.
Die Staatsanwaltschaft Oldenburg ermittelte wegen des begründeten Anfangsverdachts des Subventionsbetrugs. Dem Konzern wurde vorgeworfen, von 2002 bis 2010 unberechtigt EU-Subventionen für Exporte in Millionenhöhe bezogen zu haben, da der Betrieb in Möckern vom 1. Januar 2002 bis zum 25. August 2010 keine EU-Zulassung zum Schlachten, Zerlegen und Verarbeiten von Geflügel gehabt habe.

### Beteiligung an illegalen Preisabsprachen (Wurstkartell)
Das Bundeskartellamt hatte am 15. Juli 2014 Bußgelder in Höhe von insgesamt ca. 338,5 Mio. Euro gegen 21 Wursthersteller und 33 verantwortlich handelnde Personen verhängt. An dem sogenannten Wurstkartell war auch das PHW-Tochterunternehmen Wiesenhof Geflügelwurst GmbH & Co. KG mit Sitz in Rietberg beteiligt. Die Unternehmen hatten sich von 1982 bis mindestens 2011 über Preisspannen für ihre Produkte im Bereich Fleisch- und Wurstwaren abgestimmt und dadurch höhere Preisforderungen gegenüber dem Lebensmitteleinzelhandel durchgesetzt.
Das PHW-Tochterunternehmen hatte gegen das Bußgeld zunächst Einspruch eingelegt, sodass das Oberlandesgericht Düsseldorf im Jahr 2018 ein Gerichtsverfahren eröffnete. Zum Prozessauftakt wurde bekannt, dass das Unternehmen den Einspruch zurückgezogen hatte mit der Begründung, dass das Risiko einer noch höheren Strafe zu groß sei.

### Vorwurf der Steuerflucht
2019 verlegte die PHW-Gruppe den Geschäftssitz der Lohmann & Co. AG nach Vaduz in Liechtenstein. Als Repräsentanz dient der Finanzdienstleister Ganten Trustees Ltd., der zuvor in den Panama Papers auftauchte. Die Partei Bündnis 90/Die Grünen warf dem Unternehmen daraufhin Steuerflucht vor. Stefan Wenzel, Mitglied des Niedersächsischen Landtags für die Partei, forderte das Verschieben von Gewinnen in Steueroasen zu unterbinden und stellte in der Folge zu der Sache eine Kleine Anfrage an die Landesregierung.
Eine Sprecherin der PHW-Gruppe wies die Vorwürfe der Steuerflucht zurück und verwies darauf, dass der Verwaltungssitz in Visbek verbleibe und das Unternehmen weiterhin vollständig besteuert würde. Der Grund für die Verlegung sei die künftig zunehmende Internationalisierung der Lohmann & Co. AG.

### Proteste
In den letzten Jahren fanden mehrere gewaltfreie Blockade-Aktionen von Tierrechts- und Umweltaktivisten an Wiesenhof-Standorten statt. Am 9. März 2013 betonierten sich Aktivisten der Gruppe Mastanlagen Widerstand auf den Zufahrten zum Wiesenhof-Schlachthof in Bogen, Bayern, fest. Am 19. Mai 2015 wurde die Zufahrt zum Wiesenhof-Schlachthof in Möckern, Sachsen-Anhalt, blockiert. Am 20. August 2015 ketteten sich Aktivisten vor der Zentrale von Wiesenhof in Rechterfeld, Niedersachsen, mit Stangen aneinander.  2016 wurde die Baustelle des zuvor abgebrannten Schlachthofs in Bogen besetzt. Im März 2017 blockierten Tierrechtsaktivisten aus verschiedenen Gruppen zusammen mit Aktiven von Bürgerinitiativen den Schlachthof von Wiesenhof im brandenburgischen Königs Wusterhausen. Der Schlachthof stehe „für die Degradierung allen Lebens und deren Ressourcen zu verkaufbaren Waren“, erklärten die Aktivisten der letztgenannten Aktion laut Medienberichten. Eine Bürgerinitiative in Königs Wusterhausen protestiert seit Herbst 2016 gegen Ausbaupläne des Unternehmens am dortigen Standort.
Im Sommer 2021 blockierte das Bündnis 'Gemeinsam gegen die Tierindustrie' die Zufahrt zur Rechterfelder Firmen-Zentrale der PHW-Gruppe für mehrere Stunden. Kurz zuvor hatte die PHW-Gruppe einen Teil der Zufahrtsstraße angekauft und mit einem provisorischen Holztor abgeschottet.

## Auszeichnungen
Im Oktober 2004 verlieh das Bayerische Verbraucherschutzministerium den Tierschutzpreis an die sechs in Bayern ansässigen „Weidehähnchen“-Landwirte, die ausschließlich für Wiesenhof arbeiten. „Weidehähnchen“ ist die Bio-Linie der PHW-Gruppe. Tierschützer bezeichnen diese Linie als einen Etikettenschwindel, da sie nicht auf eigenständigen kommerziellen Erfolg aus sei, sondern ausschließlich der Imagepflege des Gesamtkonzerns diene.